# Don Cheadle
Donald Frank Cheadle Jr. (/ˈtʃiːdəl/; sinh ngày 29 tháng 11 năm 1964) là một diễn viên, biên kịch, đạo diễn và nhà sản xuất phim người Mỹ.
Sau những vai diễn đầu tiên ở Hamburger Hill (1987) và với vai gangster "Rocket" trong bộ phim Colors (1988), Cheadle đã xây dựng sự nghiệp của mình vào những năm 1990 với các vai diễn trong Devil in a Blue Dress (1995), Rosewood (1997) và Boogie Đêm (1997). Sự hợp tác của ông với đạo diễn Steven Soderbergh đã dẫn đến các bộ phim Out of Vision (1998), Traffic (2000) và The Ocean's Trilogy (2001-2007).
Cheadle đã được đề cử giải Oscar cho Nam diễn viên xuất sắc nhất với vai chính là quản lý khách sạn Rwandan Paul Rusesabagina trong bộ phim truyền hình diệt chủng lịch sử Hotel Rwanda (2004). Từ năm 2012 đến 2016, ông đóng vai Marty Kaan trong loạt phim hài Showtime House of Lies; ông đã giành được một giải thưởng Quả cầu vàng năm 2013 cho vai trò này.
Cheadle mở rộng sự công nhận toàn cầu của mình với vai trò là War Machine-siêu anh hùng trong Vũ trụ điện ảnh Marvel, thay thế Terrence Howard. Ông xuất hiện trong Iron Man 2 (2010), Iron Man 3 (2013), Avengers: Age of Ultron (2015), Captain America: Civil War (2016), Avengers: Infinity War (2018), Captain Marvel (2019) và Avengers: Endgame(2019)

## Xuất thân
Cheadle được sinh ra ở Kansas City, Missouri, con trai của Bettye Cheadle (née North), một giáo viên và Donald Frank Cheadle Sr., một nhà tâm lý học lâm sàng. [1] Ông có một chị gái, Cindy và một anh trai, Colin. Gia đình ông chuyển từ thành phố này sang thành phố khác trong suốt thời thơ ấu của anh. Ông học trường tiểu học Hartley ở Lincoln, Nebraska, từ 1970 đến 1974. [2] Cheadle tốt nghiệp năm 1982 tại trường trung học East ở Denver, Colorado. Khi còn học trung học, ông chơi saxophone trong ban nhạc jazz, hát trong dàn hợp xướng và hoạt động trong bộ phận nhà hát, biểu diễn trong các vở nhạc kịch, vở kịch và chương trình kịch câm dưới sự chỉ đạo của Catherine Davis.

## Sự nghiệp
Cheadle đủ điều kiện nhận thẻ Screen Actors Guild (SAG) khi ông xuất hiện với tư cách là nhân viên chung của burger trong bộ phim hài Moving Violatons năm 1985. [3] Năm 1987, anh nhận được một vai nhỏ trong tập 19, phần 7 của Hill Street Blues, nơi ông đóng vai một thiếu niên gặp khó khăn trong học tập. Tiếp theo là sự xuất hiện ở Hamburger Hill cùng năm; Cheadle đảm bảo vai trò của Jack trong ngày 1 tháng 4 năm 1988, tập phim "Jung and the Restless" của Night Court. Mặc dù nhân vật của ông ấy 16 tuổi, Cheadle lúc đó 24 tuổi.
Cheadle sau đó đóng vai Rocket trong bộ phim Colors 1988. Năm 1989, anh xuất hiện trong một video cho đĩa đơn hit số 2 của Angela Winbush "Đó là điều thực sự", thực hiện các động tác nhảy trong bộ jumpsuit màu cam, làm việc tại tiệm rửa xe. [4] Năm 1990, anh xuất hiện trong một tập phim The Fresh Prince of Bel-Air có tựa đề "Homeboy, Sweet Homeboy", đóng vai bạn của Will Smith và người yêu đầu tiên của Hilary, Ice Khay. [5] Năm 1992, ông đóng vai phụ trong The Golden Girls spin-off The Golden Palace. Cheadle sau đó đóng vai luật sư quận John Littleton trong ba mùa của Picket Fences.
Cheadle lần đầu tiên nhận được thông báo rộng rãi cho vai diễn Chuột Alexander trong bộ phim Devil in a Blue Dress, ông giành giải Nam diễn viên phụ xuất sắc nhất từ Hiệp hội phê bình phim Los Angeles và Hiệp hội phê bình phim quốc gia và được đề cử cho giải thưởng tương tự từ Hiệp hội Diễn viên Màn hình và Giải thưởng Hình ảnh NAACP. Ngay sau đó là vai diễn của ông trong vai trò của bộ phim truyền hình HBO năm 1996 Rebound: The Legend of Earl "The Goat" Manigault. Ông cũng tham gia bộ phim Volcano năm 1997, do Mick Jackson đạo diễn.Don Cheadle cũng đóng vai chính trong Rush Hour 2 (2001), với Thành Long và Chris Tucker..
Các chương trình truyền hình của Cheadle bao gồm các màn trình diễn được đề cử giải Emmy trong các bộ phim The Rat Pack, A Lesson Before Dying, Things Phía sau Mặt trời và trong một vai khách mời trên ER. Phần cuối cùng trong số bốn tập phim kéo dài trong mùa thứ chín của chương trình, trong đó ông đóng vai Paul Nathan, một sinh viên y khoa đang phải vật lộn để đối phó với căn bệnh Parkinson. Ông ấy đã xuất hiện trong các bộ phim bao gồm Rosewood, The Family Man, Boogie Nights, Out of Vision, Traffic, và Ocean's Eleven. Ba người cuối cùng được đạo diễn bởi Steven Soderbergh. Anh ấy đã xuất hiện trong bộ phim Abby Singer. Năm 2005, Cheadle được đề cử giải Oscar cho Nam diễn viên xuất sắc nhất với vai diễn Paul Rusesabagina trong bộ phim Hotel Rwanda. Ông cũng đóng vai chính và đồng sản xuất Crash, đã giành giải Oscar cho Phim hay nhất năm 2006. Với vai diễn trong Crash, Cheadle đã được đề cử giải BAFTA và Screen Actors Guild Awards cho Nam diễn viên phụ xuất sắc nhất. Ông đóng vai chính trong bộ phim Traitor.
Vào tháng 3 năm 2007, Cheadle đóng cùng với diễn viên hài Adam Sandler trong Mike Binder's Reign Over Me, một bộ phim hài về một người đàn ông đã trượt khỏi thực tế sau cái chết của vợ và ba cô con gái vào ngày 9/11. Bộ phim là một doanh thu phòng vé, thu về 22,2 triệu đô la trong nước. Cheadle sau đó đóng vai chính trong bộ phim DreamWorks Pictures năm 2009 dành cho chó. [6] [7] Cheadle sẽ ra mắt đạo diễn của mình với bản chuyển thể từ Tishomingo Blues của Elmore Leonard, nhưng vào tháng 7 năm 2007, ông tuyên bố, "'Tishomingo' đã chết..." [8]
Cheadle xuất hiện trong quảng cáo NFL quảng bá cho Super Bowl từ 2002 đến 2005. Anh ấy thường xuyên xuất hiện cho NFL trong quảng cáo Super Bowl của mình vào năm 2006, trong một nỗ lực để người hâm mộ gửi ý tưởng quảng cáo của riêng họ, NFL đã xin phép anh ấy tham khảo quảng cáo trước đây của anh ấy để miêu tả bản thân là không có ý tưởng mới: "anh ấy đã nhanh chóng ký vào ý tưởng và thấy nó thật hài hước." Abe Sutton (cùng với Etan Bednarsh), một trong những người vào chung kết trong cuộc thi NFL này, đã chơi trên quảng cáo này bằng cách đề xuất một quảng cáo trong đó mọi cầu thủ trong đội bóng đá là Don Cheadle. [9]
Năm 2009, Aaron McGruder, người tạo ra Cheadle và Boondocks đã làm việc trong một chương trình hài kịch tiềm năng trên NBC. [10] "Dự án xoay quanh những người anh em không phù hợp, họ tái hợp để mở một công ty bảo mật tư nhân." [10] Cheadle và McGruder dự kiến sẽ làm nhà sản xuất điều hành, trong khi McGruder dự kiến sẽ viết kịch bản. [11]
Cũng trong năm 2009, Cheadle đã thực hiện trong The People speak, một bộ phim tài liệu sử dụng các màn trình diễn kịch tính và âm nhạc của các lá thư, nhật ký và bài phát biểu của người Mỹ hàng ngày, dựa trên cuốn Lịch sử Nhân dân của Hoa Kỳ Howard Zinn. [12]
Năm 2010, Cheadle đảm nhận vai trò War Machine / James Rhodes trong Iron Man 2 (2010), thay thế Terrence Howard. Cheadle đã thể hiện lại vai diễn này trong Iron Man 3 (2013), Avengers: Age of Ultron (2015), Captain America: Civil War (2016), Avengers: Infinity War (2018), [13] và Avengers: Endgame (2019),Captain Marvel (2019).
Từ năm 2012 đến 2016, Cheadle đóng vai chính trong loạt phim truyền hình Showtime House of Lies. Năm 2013, ông đã giành giải Quả cầu vàng với tư cách là diễn viên xuất sắc nhất trong loạt phim hài cho vai diễn trong chương trình. [14]

## Danh sách phim

### Điện ảnh
| Năm  | Phim                                    | Vai diễn                    | Ghi chú                                        |
| ---- | --------------------------------------- | --------------------------- | ---------------------------------------------- |
| 1984 | 3 Days                                  | Angel                       |                                                |
| 1985 | Moving Violations                       | Juicy Burgers Worker        |                                                |
| 1987 | Hamburger Hill                          | Pvt. Washburn               |                                                |
| 1988 | Colors                                  | Rocket                      |                                                |
| 1992 | Roadside Prophets                       | Happy Days Manager          |                                                |
| 1993 | The Meteor Man                          | Goldilocks                  |                                                |
| 1995 | Things to Do in Denver When You're Dead | Rooster                     |                                                |
| 1995 | Devil in a Blue Dress                   | Mouse Alexander             |                                                |
| 1997 | Volcano                                 | Emmit Reese                 |                                                |
| 1997 | Rosewood                                | Sylvester Carrier           |                                                |
| 1997 | Boogie Nights                           | Buck Swope                  |                                                |
| 1998 | Out of Sight                            | Maurice Miller              |                                                |
| 1998 | Bulworth                                | L.D.                        |                                                |
| 2000 | Traffic                                 | Montel Gordon               |                                                |
| 2000 | Mission to Mars                         | Luke Graham                 |                                                |
| 2000 | The Family Man                          | Cash                        |                                                |
| 2001 | Rush Hour 2                             | Kenny                       | Uncredited cameo                               |
| 2001 | Things Behind the Sun                   | Chuck                       |                                                |
| 2001 | Manic                                   | Dr. David Monroe            |                                                |
| 2001 | Swordfish                               | Agent J.T. Roberts          |                                                |
| 2001 | Ocean's Eleven                          | Basher Tarr                 |                                                |
| 2002 | Ticker                                  | Passenger                   | Segment for the BMW short film series The Hire |
| 2003 | Abby Singer                             | Chính mình                  |                                                |
| 2003 | The United States of Leland             | Pearl Madison               |                                                |
| 2004 | Ocean's Twelve                          | Basher Tarr                 |                                                |
| 2004 | After the Sunset                        | Henri Mooré                 |                                                |
| 2004 | The Assassination of Richard Nixon      | Bonny Simmons               |                                                |
| 2004 | Hotel Rwanda                            | Paul Rusesabagina           |                                                |
| 2004 | Crash                                   | Det. Graham Waters          | Also producer                                  |
| 2006 | The Dog Problem                         | Dr. Nourmand                |                                                |
| 2006 | King Leopold's Ghost                    | Người dẫn chuyện            |                                                |
| 2007 | Reign Over Me                           | Alan Johnson                |                                                |
| 2007 | Talk to Me                              | Petey Greene                | Also executive producer                        |
| 2007 | Ocean's Thirteen                        | Basher Tarr                 |                                                |
| 2007 | Darfur Now                              | Chính mình                  | Also producer                                  |
| 2008 | Traitor                                 | Samir Horn                  | Also producer                                  |
| 2009 | Hotel for Dogs                          | Bernie                      |                                                |
| 2009 | The People Speak                        | Chính mình                  | Documentary                                    |
| 2010 | Brooklyn's Finest                       | Clarence 'Tango' Butler     |                                                |
| 2010 | Iron Man 2                              | James Rhodes / War Machine  |                                                |
| 2011 | The Guard                               | FBI Agent Wendell Everett   |                                                |
| 2012 | Flight                                  | Hugh Lang                   |                                                |
| 2013 | Iron Man 3                              | James Rhodes / Iron Patriot |                                                |
| 2014 | St. Vincent                             | N/A                         | Executive producer                             |
| 2015 | Avengers: Age of Ultron                 | James Rhodes / War Machine  |                                                |
| 2015 | Miles Ahead                             | Miles Davis                 | Also director, writer and producer             |
| 2016 | Kevin Hart: What Now?                   | Chính mình                  |                                                |
| 2016 | Captain America: Civil War              | James Rhodes / War Machine  |                                                |
| 2018 | Avengers: Infinity War                  | James Rhodes / War Machine  |                                                |
| 2019 | Captain Marvel                          | James Rhodes / War Machine  | Uncredited cameo; mid-credits scene            |
| 2019 | Avengers: Endgame                       | James Rhodes / War Machine  |                                                |
| 2021 | With/In: Volume 1                       |                             | Segment: "Intersection"                        |
| 2021 | No Sudden Move                          | Curt Goynes                 |                                                |
| 2021 | Space Jam: A New Legacy                 | Al-G Rhythm                 |                                                |
| 2022 | White Noise                             |                             | Filming                                        |
| TBA  | Prince of Darkness                      | Jeremiah Hamilton           | Also producer; post-production                 |

### Truyền hình
| Năm        | Phim                                             | Vai diễn                   | Ghi chú                                                                          |
| ---------- | ------------------------------------------------ | -------------------------- | -------------------------------------------------------------------------------- |
| 1986       | Fame                                             | Henry Lee                  | 2 tập                                                                            |
| 1986       | L.A. Law                                         | Julian Tatoon              | Tập: "Gibbon Take"                                                               |
| 1986       | Sidekicks                                        | Cholo                      | Tập: "The Last Electric Knight"                                                  |
| 1987       | Hill Street Blues                                | Darius Milton              | Tập: "Days of Swine and Roses"                                                   |
| 1987       | The Bronx Zoo                                    | Carver                     | Tập: "Small Victories"                                                           |
| 1988       | Night Court                                      | Jack                       | Tập: "Jung and the Restless"                                                     |
| 1988       | Hooperman                                        | Himself                    | Tập: "High Noon"                                                                 |
| 1989       | Booker                                           | Himself                    | Tập: "The Pump"                                                                  |
| 1990       | China Beach                                      | Angel                      | Tập: "Warriors"                                                                  |
| 1990       | The Fresh Prince of Bel-Air                      | Ice Tray                   | Tập: "Homeboy, Sweet Homeboy"                                                    |
| 1992–1993  | The Golden Palace                                | Roland Wilson              | 24 tập                                                                           |
| 1993       | Hangin' with Mr. Cooper                          | Bennie                     | 2 tập                                                                            |
| 1993       | Lush Life                                        | Jack                       | TV movie                                                                         |
| 1993–1995  | Picket Fences                                    | D.A. John Littleton        | 38 tập                                                                           |
| 1996       | Rebound: The Legend of Earl "The Goat" Manigault | Earl "The Goat" Manigault  | TV movie                                                                         |
| 1998       | The Rat Pack                                     | Sammy Davis Jr.            | TV movie                                                                         |
| 1999       | A Lesson Before Dying                            | Grant Wiggins              | TV movie                                                                         |
| 2000       | The Simpsons                                     | Brother Faith (voice)      | Tập: "Faith Off"                                                                 |
| 2000       | Fail Safe                                        | Lt. Jimmy Pierce           | TV movie                                                                         |
| 2002       | The Bernie Mac Show                              | Cousin D                   | tập                                                                              |
| 2002       | ER                                               | Paul Nathan                | 4 tập                                                                            |
| 2003       | MADtv                                            | Perry                      | Tập #9.3                                                                         |
| 2010       | Drunk History                                    | Frederick Douglass         | Volume 5                                                                         |
| 2012–2016  | House of Lies                                    | Marty Kaan                 | Vai chính; 58 tập                                                                |
| 2012       | 30 Rock                                          | Himself                    | Tập: "Unwindulax"                                                                |
| 2014, 2016 | Years of Living Dangerously                      | Himself                    | Tập: "Dry Season"                                                                |
| 2014–nay   | Thursday Night Football                          | Narrator                   | Intro only                                                                       |
| 2017       | Lip Sync Battle                                  | Himself                    | Tập: "Don Cheadle vs. Wanda Sykes"                                               |
| 2018–2020  | DuckTales                                        | Donald Duck (voice)        | 2 tập                                                                            |
| 2019–nay   | Black Monday                                     | Maurice Monroe             | Vai chính                                                                        |
| 2019       | Saturday Night Live                              | Chính mình / Người dẫn     | Tập: "Don Cheadle/Gary Clark Jr."                                                |
| 2020       | Don’t Look Deeper                                | Martin                     | 14 tập                                                                           |
| 2021       | The Falcon and the Winter Soldier                | James Rhodes               | Tập: "New World Order"; cameo                                                    |
| 2021       | Marvel Studios: Assembled                        | Chính mình                 | Phim tài liệu; tập: "Assembled: The Making of The Falcon and the Winter Soldier" |
| 2021       | The Wonder Years                                 | Dean Williams (voice)      | Vai chính                                                                        |
| 2021       | What If...?                                      | James Rhodes (voice)       | Tập: "What If... Killmonger Rescued Tony Stark?"                                 |
| TBA        | Armor Wars                                       | James Rhodes / War Machine | Vai chính                                                                        |

## Giải thưởng và đề cử
| Năm  | Đối tượng đề cử          | Giải thưởng                                                                                | Kết quả   |
| ---- | ------------------------ | ------------------------------------------------------------------------------------------ | --------- |
| 1995 | Devil in a Blue Dress    | Giải SAG cho nam diễn viên phụ xuất sắc nhất                                               | Đề cử     |
| 1995 | Picket Fences            | Screen Actors Guild Award for Outstanding Performance by an Ensemble in a Drama Series     | Đề cử     |
| 1996 | Picket Fences            | Screen Actors Guild Award for Outstanding Performance by an Ensemble in a Drama Series     | Đề cử     |
| 1997 | Boogie Nights            | Giải SAG cho dàn diễn viên điện ảnh xuất sắc nhất                                          | Đề cử     |
| 1998 | The Rat Pack             | Golden Globe Award for Best Supporting Actor – Series, Miniseries or Television Film       | Đoạt giải |
| 1998 | The Rat Pack             | Primetime Emmy Award for Outstanding Supporting Actor in a Miniseries or a Movie           | Đề cử     |
| 1999 | A Lesson Before Dying    | Primetime Emmy Award for Outstanding Lead Actor in a Miniseries or a Movie                 | Đề cử     |
| 1999 | A Lesson Before Dying    | Satellite Award for Best Actor – Miniseries or Television Film                             | Đoạt giải |
| 2000 | Traffic                  | Screen Actors Guild Award for Outstanding Performance by a Cast in a Motion Picture        | Đoạt giải |
| 2001 | Things Behind the Sun    | Primetime Emmy Award for Outstanding Supporting Actor in a Miniseries or a Movie           | Đề cử     |
| 2002 | ER                       | Primetime Emmy Award for Outstanding Guest Actor in a Drama Series                         | Đề cử     |
| 2004 | Hotel Rwanda             | Satellite Award for Best Actor – Motion Picture Drama                                      | Đoạt giải |
| 2004 | Hotel Rwanda             | Academy Award for Best Actor                                                               | Đề cử     |
| 2004 | Hotel Rwanda             | Golden Globe Award for Best Actor – Motion Picture Drama                                   | Đề cử     |
| 2004 | Hotel Rwanda             | Screen Actors Guild Award for Outstanding Performance by a Cast in a Motion Picture        | Đề cử     |
| 2004 | Hotel Rwanda             | Screen Actors Guild Award for Outstanding Performance by a Male Actor in a Leading Role    | Đề cử     |
| 2004 | Crash                    | BAFTA Award for Best Film (với tư cách nhà sản xuất)                                       | Đề cử     |
| 2005 | Crash                    | Screen Actors Guild Award for Outstanding Performance by a Cast in a Motion Picture        | Đoạt giải |
| 2005 | Crash                    | BAFTA Award for Best Actor in a Supporting Role                                            | Đề cử     |
| 2005 | Crash                    | Screen Actors Guild Award for Outstanding Performance by a Male Actor in a Supporting Role | Đề cử     |
| 2007 | Talk to Me               | Satellite Award for Best Actor – Motion Picture Musical or Comedy                          | Đề cử     |
| 2012 | House of Lies            | Golden Globe Award for Best Actor – Television Series Musical or Comedy                    | Đoạt giải |
| 2012 | House of Lies            | Primetime Emmy Award for Outstanding Lead Actor in a Comedy Series                         | Đề cử     |
| 2013 | House of Lies            | Primetime Emmy Award for Outstanding Lead Actor in a Comedy Series                         | Đề cử     |
| 2013 | House of Lies            | Golden Globe Award for Best Actor – Television Series Musical or Comedy                    | Đề cử     |
| 2014 | House of Lies            | Primetime Emmy Award for Outstanding Lead Actor in a Comedy Series                         | Đề cử     |
| 2014 | House of Lies            | Golden Globe Award for Best Actor – Television Series Musical or Comedy                    | Đề cử     |
| 2015 | House of Lies            | Primetime Emmy Award for Outstanding Lead Actor in a Comedy Series                         | Đề cử     |
| 2017 | Miles Ahead (soundtrack) | Grammy Award for Best Compilation Soundtrack for Visual Media                              | Đoạt giải |